# 特警新人類2
《特警新人類2》（英語：Gen-Y Cops）是一部2000年上映的香港動作特警電影，由陳木勝執導，陳翹英、莊文強和龍比意編劇，李忠志任動作指導，陳冠希、馮德倫與李燦森等人主演。

## 劇情
一款可以用來代替士兵作戰的全自動化機器人RS1被成功研製，送往香港參加展覽。RS1的破壞力極為巨大，亦十分危險，它的存在令許多犯罪分子們垂涎欲滴。香港特警Match（馮德倫 飾）、Alien（李燦森 飾）和Edison（陳冠希 飾）奉命保護RS1的安全，而Match和Edison之間曾經有過一段極不愉快的過往，使得兩人在合作之中屢屢發生衝突。Kurt（孫國豪 飾）是Edison的好友，他的真實身份是一名天才黑客。Kurt趁同Edison敘舊之際催眠了後者，操縱其打開了RS1的開關，輸入了逃走程式。RS1大鬧場館，死傷無數，而Edison亦被列為了頭號通緝犯，遭到了FBI的窮追猛打。Edison知道，想要自證清白，唯有捉住目前下落不明的Kurt。

## 角色
| 演員      | 角色         | 介紹 |
| 陳冠希    | Edison       |      |
| 馮德倫    | Match        |      |
| 李璨琛    | Alien        |      |
| 孫國豪    | 黑客少年Kurt |      |
| 李美琪    | Jane Quigley |      |
| 保羅·路德 | 伊恩·柯蒂斯  |      |
| 茜利妹    | Peggy        |      |

## 獎項
| 頒獎典禮             | 獎項             | 名單   | 結果 |
| -------------------- | ---------------- | ------ | ---- |
| 第20屆香港電影金像獎 | 最佳新演員       | 陳冠希 | 提名 |
| 第20屆香港電影金像獎 | 最佳服裝造型設計 | 余家安 | 提名 |
| 第20屆香港電影金像獎 | 最佳動作設計     | 李忠志 | 提名 |
| 第20屆香港電影金像獎 | 最佳音響效果     | 曾景祥 | 提名 |

## 外部連結
- 香港影庫上《特警新人類2》的資料（繁體中文）
- 豆瓣电影上《特警新人類2》的資料 （简体中文）
- 时光网上《特警新人類2》的資料（简体中文）
- 互联网电影数据库（IMDb）上《特警新人類2》的资料（英文）
- AllMovie上《特警新人類2》的资料（英文）
- 爛番茄上《特警新人類2》的資料（英文）